# Sint-Johannes de Doperbasiliek (St. John's)
De Kathedrale Basiliek van Sint-Johannes de Doper (Engels: Basilica (Cathedral) of St. John the Baptist), meestal kortweg de Sint-Johannes de Doperbasiliek genoemd, is een kerkgebouw in de Oost-Canadese stad St. John's. Het is de kathedraal van het Aartsbisdom St. John's en de belangrijkste Rooms-Katholieke kerk van de provincie Newfoundland en Labrador. De kathedrale basiliek is erkend als een National Historic Site of Canada.
De kathedraal was afgewerkt in 1855 en was op dat moment het grootste kerkgebouw in Noord-Amerika. Het is daarnaast het op een na grootste kerkgebouw in Canada, na het Oratorium van de Heilige Jozef in Montréal. Sinds 1955 draagt de kathedraal de eretitel van basiliek.

## Geschiedenis
De bouw, die bij aanvang onder toezicht stond van bisschop Michael Anthony Fleming, was toentertijd het grootste bouwproject in de geschiedenis van de Kolonie Newfoundland. In mei 1839 begon men met de uitgravingen en in 1841 werd de eerste steen gelegd. Op 9 september 1855 was de kathedraal officieel afgewerkt. De kathedraal was en blijft van groot belang voor de grote Ierse gemeenschap in St. John's (en Newfoundland als geheel).
De kathedraal is een van de weinige gebouwen die de Grote brand van 1892 overleefde. In 1955 kreeg ze van Paus Pius XII bij haar honderdjarig bestaan de eretitel van basilica minor. Datzelfde jaar werd een groot pijporgel in het gebouw geïnstalleerd ter herdenking van de parochianen die sneuvelden in beide wereldoorlogen. Sinds 1983 is het gebouw erkend als een National Historic Site of Canada.

## Galerij

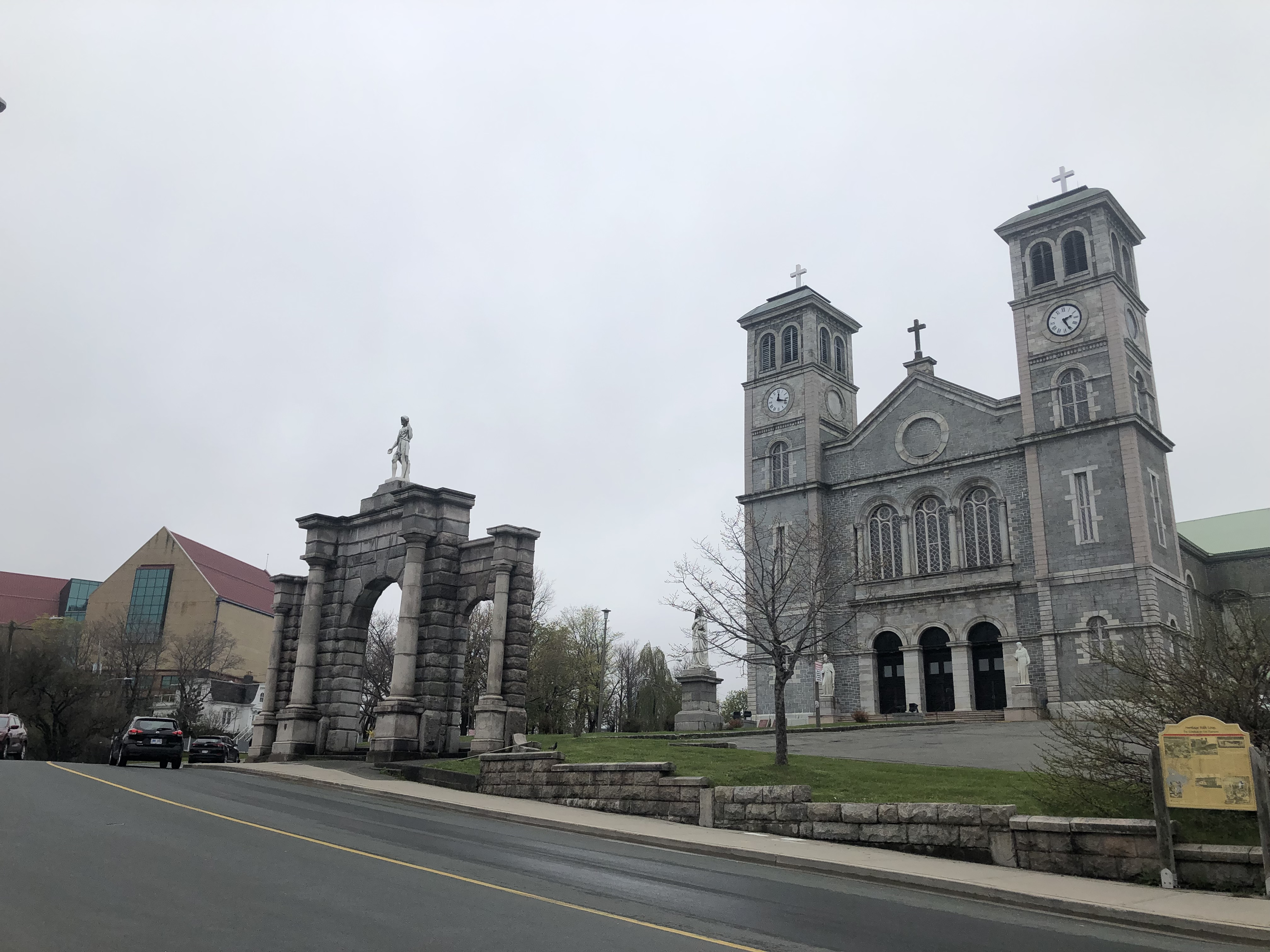
Buitenkant van de basiliek met toegangspoort en in de achtergrond het provinciale museum The Rooms
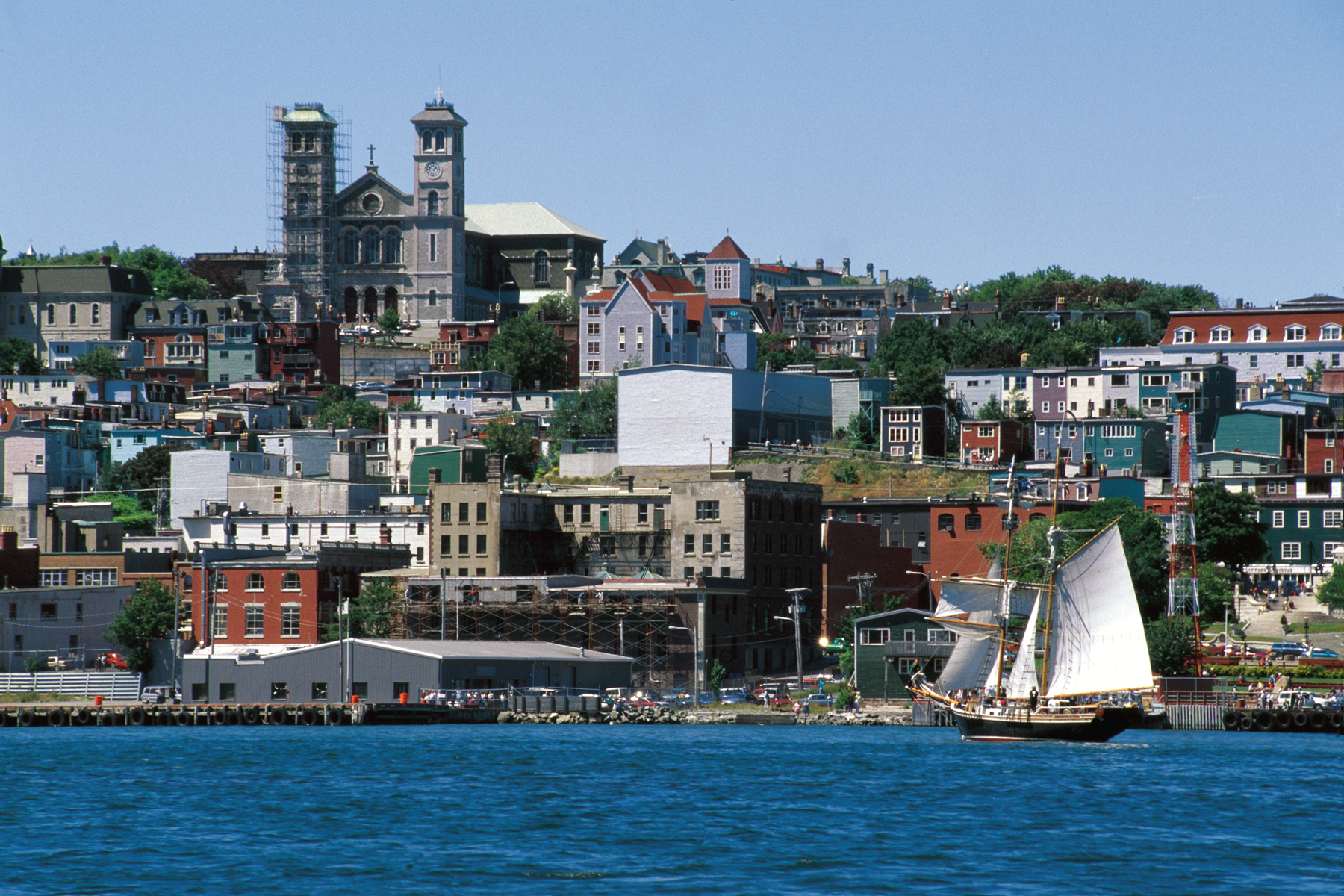
De basiliek ligt in het hoogstgelegen deel van Downtown St. John's en kijkt uit over de haven
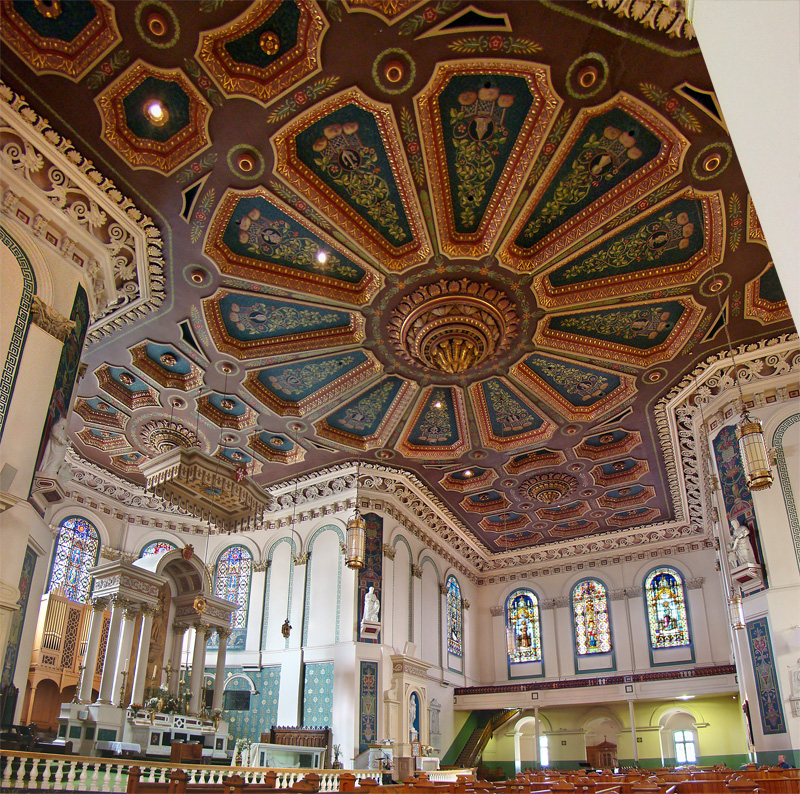
Binnenkant en plafond van de Sint-Jan-de-Doperbasiliek
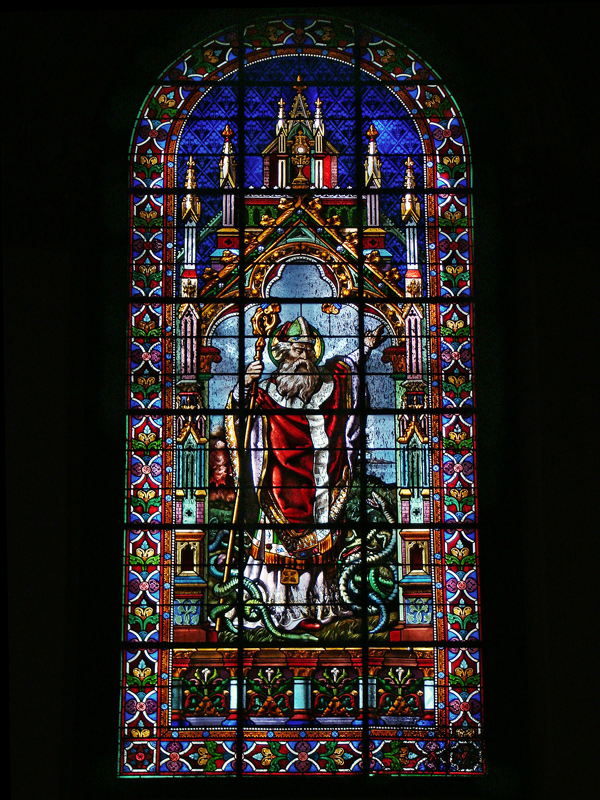
Een van de glas in loodramen van de basiliek

## Trivia
- De basiliek maakt deel uit van het Kerkdistrict St. John's, dat net als de kathedraal erkend is als National Historic Site.
- Het gebouw is een van de vroegste voorbeelden van de Lombardisch-neoromaanse architectuur in Noord-Amerika.[2]
- Het voor de altaren gebruikte travertijn is overschot van de steen gebruikt voor de 19e-eeuwse decoratiewerken aan het hoogaltaar van de basiliek van Sint-Paulus buiten de Muren in Rome.